# Borgforsälven
Borgforsälven (Tvärån) är ett högerbiflöde till Pite älv. Viktigaste källflöde är Kallträskån. Borgforsälvens längd är cirka 35 km, inklusive källflöden cirka 50 km. Flodområdet är cirka 250 km², varav en ovanligt stor procent består av sjöar. Borgforsälven kommer från sjön Stor-Teuger i Älvsbyns kommun, passerar bland annat sjöarna Inre Arvidsträsket och Yttre Arvidsträsket och mynnar slutligen i Piteälven vid Borgfors i Piteå kommun.
Den sista milen före mynningen (förbi byarna Tvärån och Sikfors) rinner älven i stort sett parallellt med Piteälven åt sydsydost och bildar därmed ett långsmalt näs, cirka 1-3 km brett.

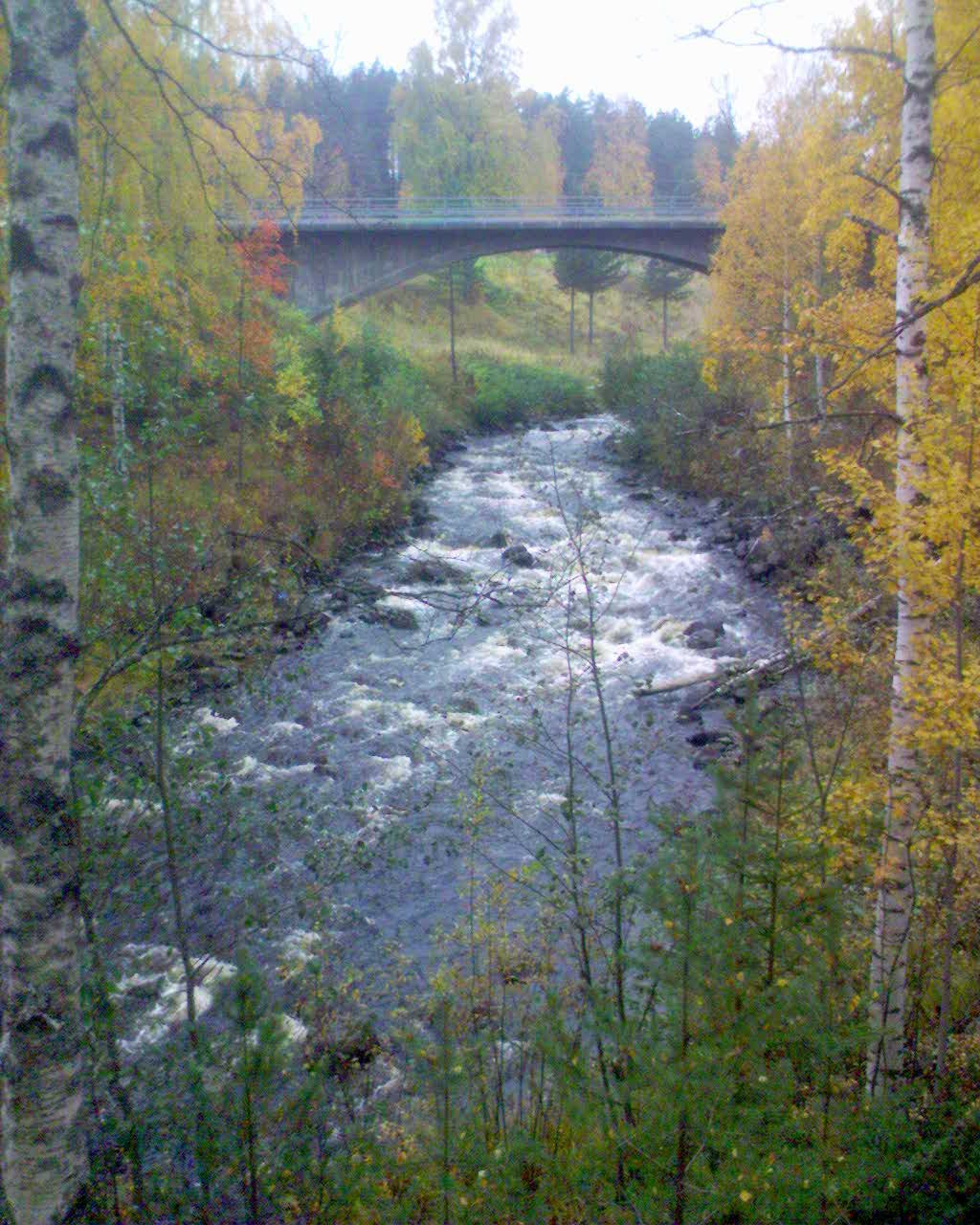
Borgforsälven vid Borgfors, sedd uppströms mot landsvägsbron.